# Donec eris felix, multos numerabis amicos
 Donec eris felix, multos numerabis amicos  лат. (изговор:  донек ерис феликс, мултос нумерабис амикос). Док будеш срећан, имаћеш много пријатеља. (Овидије)

## Другачије
Tempora si fuerint nubile, solus eris  лат. (изговор:  темпора си фуеринт нубиле, солус ерис). Ако се наоблачи, бићеш сам. (Овидије)

## Поријекло изреке
Ову изреку је изрекао један од тројице највећих   пјесника  августовског доба у   Риму, Овидије.

## Тумачење
У невољи нема никог.